# Juntos otra vez
Juntos Otra Vez es el vigesimosegundo álbum de estudio realizado por la cantante española Rocío Dúrcal y el vigesimocuarto álbum de estudio del cantautor mexicano Juan Gabriel, lanzado al mercado el 29 de abril de 1997 por RCA Records y Ariola Records (antes BMG Ariola). El Álbum supuso el reencuentro entre ambos artistas ya que anteriormente, en 1992, Juan Gabriel colaboró en dos temas inéditos y la participación en la grabación en vivo para el álbum "El concierto... En vivo" de Rocío Dúrcal, que se realizó en el Auditorio Nacional de México. Se había previsto una gira internacional entre los dos artistas pero por desacuerdos profesionales se canceló. El día del lanzamiento del disco, ambos intérpretes presentaron el disco por separado, Juan Gabriel en México y Rocío Dúrcal en España.
Aunque medios afirman que este álbum fue realizado por compromiso con la empresa discográfica y no tanto por el deseo de ambos artistas de seguir cooperando, aun así sin perder el nombre del material "Juntos otra vez" llegó a los primeros lugares de popularidad durante meses, recibiendo así dos Discos Multi-Platino, Disco de Platino y Disco de Oro por la "Asociación de Industria Discográfica de Estados Unidos" (RIAA), por ventas superiores a las 200.000 copias solo en Estados Unidos.
Con ventas superiores a los 2.500.000 copias hasta la actualidad, el álbum alcanzó los primeros lugares de los listados "Top Latin Albums", "Latin Pop Albums" y "Regional Mexican" de la revista americana Billboard, y el Premio "Lo Nuestro" en la categoría "Mejor Álbum Regional Mexicano del Año" en 1998, lanzando como primer sencillo "El destino" ocupando el primer lugar en la popular lista "Hot Latin Tracks" de la revista Billboard. De este álbum salió la edición para DVD con una presentación el 24 de junio de 1997 en el "Teatro Degollado" de Guadalajara, Jalisco, México.

## Lista de temas
- Cd 1

|     | Título                     | Intérprete(s)               | Duración |
| --- | -------------------------- | --------------------------- | -------- |
| 1.  | El principio               | Juan Gabriel                | 6:04     |
| 2.  | Juntos                     | Rocío Dúrcal y Juan Gabriel | 4:59     |
| 3.  | El verdadero amor          | Juan Gabriel                | 2:56     |
| 4.  | Te he escrito otra canción | Rocío Dúrcal y Juan Gabriel | 3:30     |
| 5.  | Nena qué pena              | Juan Gabriel                | 3:51     |
| 6.  | La incertidumbre           | Rocío Dúrcal y Juan Gabriel | 3:19     |
| 7.  | Qué rechula es Katy        | Juan Gabriel                | 3:53     |
| 8.  | Dos favores                | Rocío Dúrcal y Juan Gabriel | 2:55     |
| 9.  | Donde hay celos            | Juan Gabriel                | 2:07     |
| 10. | Qué bonito es Santa Fe     | Rocío Dúrcal y Juan Gabriel | 5:21     |

- Cd 2

|     | Título                    | Intérprete(s)               | Duración |
| --- | ------------------------- | --------------------------- | -------- |
| 1.  | El México de Rocío        | Rocío Dúrcal                | 4:32     |
| 2.  | El destino                | Rocío Dúrcal y Juan Gabriel | 4:45     |
| 3.  | Me refugié en tu juventud | Rocío Dúrcal                | 5:52     |
| 4.  | ¿Sabes por qué?           | Rocío Dúrcal y Juan Gabriel | 3:45     |
| 5.  | Así son los hombres       | Rocío Dúrcal                | 3:12     |
| 6.  | Santo niñito              | Rocío Dúrcal y Juan Gabriel | 4:14     |
| 7.  | No me digas               | Rocío Dúrcal                | 3:35     |
| 8.  | La gitana                 | Rocío Dúrcal y Juan Gabriel | 3:36     |
| 9.  | Te sigo amando            | Rocío Dúrcal                | 2:44     |
| 10. | El final                  | Instrumental                | 3:32     |

## Premios obtenidos por el álbum
- "Premio Lo Nuestro" a la Música Latina

| Año  | Intérpretes                 | Categoría                               | Resultado |
| ---- | --------------------------- | --------------------------------------- | --------- |
| 1998 | Juan Gabriel y Rocío Dúrcal | "Mejor Dúo o Grupo Del Año"             | Ganadores |
| Año  | Álbum                       | Categoría                               | Resultado |
| 1998 | Juntos otra vez             | "Mejor Álbum Regional Mexicano Del Año" | Ganador   |

## Listas musicales

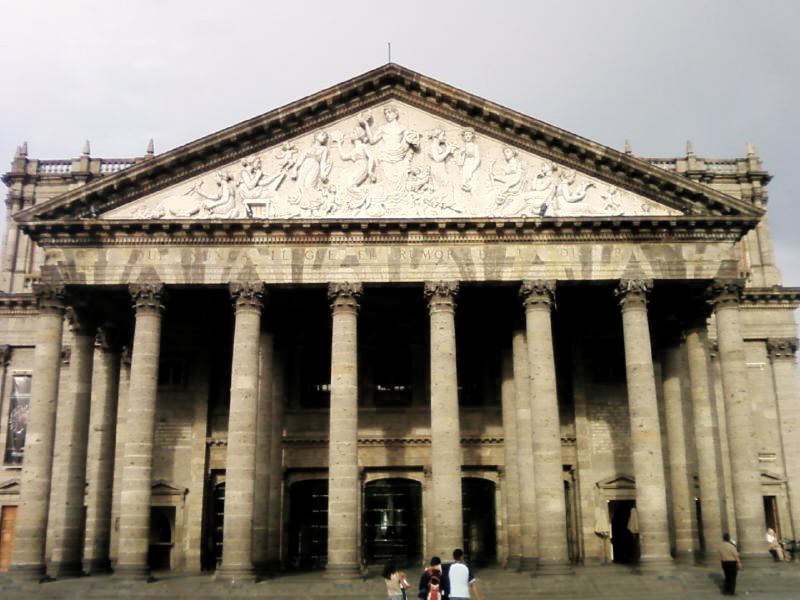
Teatro Degollado Lugar donde se grabó el concierto para la publicación del DVD.

(Listas musicales)
| Año  | Sencillo              | Lista                          | Mejor Posición |
| ---- | --------------------- | ------------------------------ | -------------- |
| 1997 | "El destino"          | Hot Latin Tracks               | 1              |
| 1997 | "El destino"          | Latin Pop Airplay              | 6              |
| 1997 | "El destino"          | Latin Regional Mexican Airplay | 6              |
| 1997 | "La incertidumbre"    | Hot Latin Tracks               | 11             |
| 1997 | "La incertidumbre"    | Latin Regional Mexican Airplay | 12             |
| 1998 | "Así son los hombres" | Hot Latin Tracks               | 40             |
| 1998 | "No me digas"         | Hot Latin Tracks               | 27             |

| Año  | País           | Lista                       | Mejor Posición |
| ---- | -------------- | --------------------------- | -------------- |
| 1997 | Estados Unidos | Billboard Top Latin Albums  | 1              |
| 1997 | Estados Unidos | Billboard Latin Pop Albums  | 1              |
| 1997 | Estados Unidos | Billboard Regional Mexican  | 1              |
| 1997 | Estados Unidos | Billboard Heatseekers       | 3              |
| 1997 | Estados Unidos | Billboard The Billboard 200 | 152            |

## Certificaciones
| País                  | Certificación             | Ventas Certificadas |
| --------------------- | ------------------------- | ------------------- |
| Estados Unidos (RIAA) | 2x Multi-Platinum (Latin) | 200 000             |
| Estados Unidos (RIAA) | Platinum (Latin)          | 100 000             |
| Estados Unidos (RIAA) | Gold (Latin)              | 50 000              |
| México                | 3x Disco de Platino       | 300 000             |
| México                | 6x Disco de Oro           | 300 000             |
| Colombia              | Disco de oro              | 30 000              |
| Venezuela             | Disco de oro              | 20 000              |

## Músicos
- Juan Gabriel: Voz solista.
- Rocío Dúrcal: Voz solista.
- Amalia Mendoza: Voz invitada en el tema "El México de Rocío".
- Miguel Aceves Mejía: Voz invitada en el tema "El México de Rocío"..
- Antonio Morales Barreto: Voz invitada en el tema "Te he escrito otra canción".
- Mariachi Vargas de Tecalitlán: Grupo de Mariachi.
- El Mariachi De Mi Tierra: Grupo de Mariachi.
- Orquesta Sinfónica de Seattle: Orquesta sinfónica (en el tema "El final").
- Gustavo Farías: Dirección y Arreglo de Orquesta Sinfónica.
- Arthur Zandinsky: Concertino de Orquesta Sinfónica.
- Vavy Lozano: Productor General.